# Francisco Antonio de Zela
Francisco Antonio de Zela y Arizaga (Lima, 24 de julio de 1768 - Chagres, actual Panamá, 18 de julio de 1819) fue un político peruano que encabezó la Revolución de Tacna de 1811, siendo reconocido como uno de los próceres de la  Independencia del Perú.

## Biografía

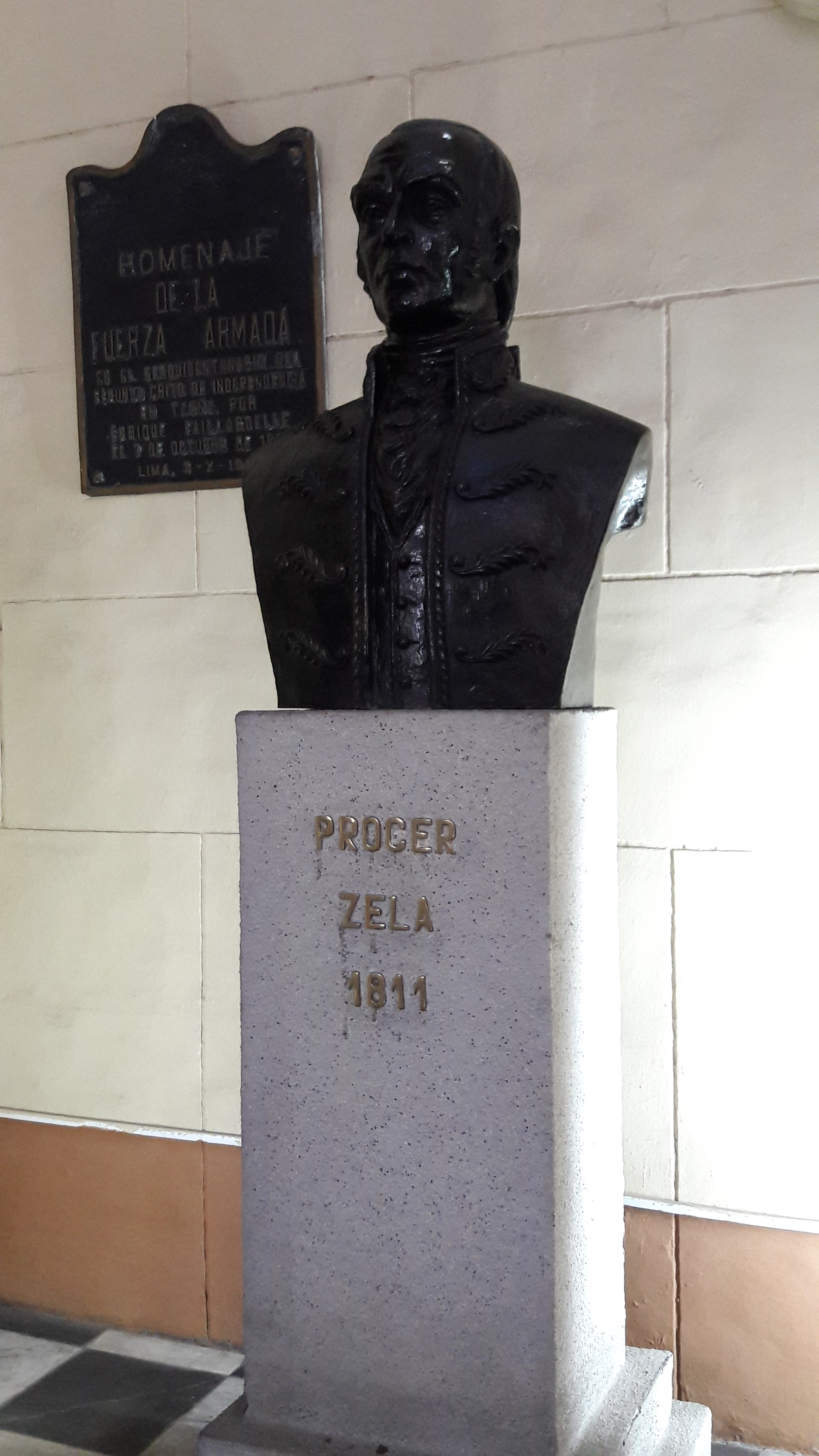
Efigie de Zela en el Panteón de los Próceres en Lima.

Francisco Antonio de Zela era hijo del español Alberto de Zela y Neyra, y de Mercedes de Arizaga y Hurtado de Mendoza, natural del Callao, radicados en Lima. Estudió en el Seminario Conciliar de Santo Toribio hasta 1784, cuando a solicitud de su padre pasó a Tacna como aprendiz de ensayador y fundidor de las Cajas Reales de dicha localidad. Ascendió en dicha profesión hasta llegar a ser ensayador. Se casó con María de la Natividad Siles y Antequera (tacneña), con quien tuvo nueve hijos; cinco varones y cuatro mujeres.

### Revolución de Tacna
Zela es conocido por dar el primer grito libertario del Perú en la ciudad de Tacna el 20 de junio de 1811 siendo considerado el líder de la primera insurrección armada por la independencia del Perú. La rebelión de Tacna estuvo en estrecho contacto con la Revolución Argentina, que se inició en Buenos Aires el 25 de mayo de 1810. Los argentinos enviaron un ejército a la Provincia de Charcas (actual Bolivia), bajo el mando del general Antonio González Balcarce y del abogado Juan José Castelli. Los rioplatenses enviaron proclamas a varias ciudades del sur del Perú, invitándolos a seguir la revolución.
Zela fue el primero en responder y en un "Bando al pueblo de Tacna" declaró su adhesión a la Junta de autogobierno de Buenos Aires y su fidelidad al rey de España, de acuerdo con la posición de la Junta, y pretende asumir la jefatura político-militar de la plaza militar imponiéndose él mismo el título de "Comandante Militar de las Fuerzas Unidas de América". Zela fue apoyado por un numeroso grupo de criollos, mestizos e indígenas, entre ellos el cacique de Tacna, Toribio Ara, junto a su hijo José Rosa Ara y el cacique de Tarata y Putina, Ramón Copaja.
Bajo la dirección de Zela, en la ciudad de Tacna, se asaltó primero el cuartel de caballería del Regimiento Dragones del Rey y luego el cuartel de infantería que estaban situados a dos cuadras de distancia a la voz de "...cargar y adelante", la noche del 20 de junio de 1811. Zela enarboló una bandera con colores azul y blanco a cuatro campos triangulares, estableciendo por escasos tres días un gobierno libre, autogobierno adherido a los principios de la Junta de Buenos Aires.
El mismo día (20 de junio) el ejército patriota argentino fue derrotado por el ejército realista peruano encabezadas por el brigadier José Manuel de Goyeneche en la Batalla de Guaqui, en las cercanías del lago Titicaca, y por lo tanto, Zela nunca recibió el apoyo necesario. Esta noticia deterioró la moral de la reducida tropa de Zela, como resultado de ello, fueron diezmados y algunos capturados por los españoles sin presentar batalla.
Los principales dirigentes de la rebelión fueron sometidos a juicio, entre ellos Zela, que fue llevado a Lima. Allí, gracias a las influencias de su familia y a la mediación de importantes personajes se le conmutó la pena de muerte por la de encierro perpetuo en el morro de La Habana. Pero se consiguió modificar aún más la sentencia: una pena de diez años de presidio en la cárcel de Chagres de Panamá, y terminados éstos, expatriación perpetua. Su prisión en Lima duró cuatro años y en 1815 fue trasladado a Panamá. Afectado por el clima tropical y las duras condiciones de su encierro, falleció algunos años después. Una versión muy difundida afirma que su fallecimiento se produjo el 28 de julio de 1821, el mismo día de la Proclamación de la Independencia del Perú. Lo cierto es que murió en 1819 a la edad de 50 años.